# Wasserburg Hainhausen
Bei der Wasserburg Hainhausen, in alten Urkunden im 12. Jahrhundert auch Burg Haginhusen genannt, handelte es sich um die Stammburg der frühen Herren von Eppstein in Rodgau. Nachdem die Burg im 14. Jahrhundert verlassen wurde, verfiel sie, wurde als Steinbruch benutzt und ist heute als Bodendenkmal nicht mehr sichtbar.

## Geografische Lage

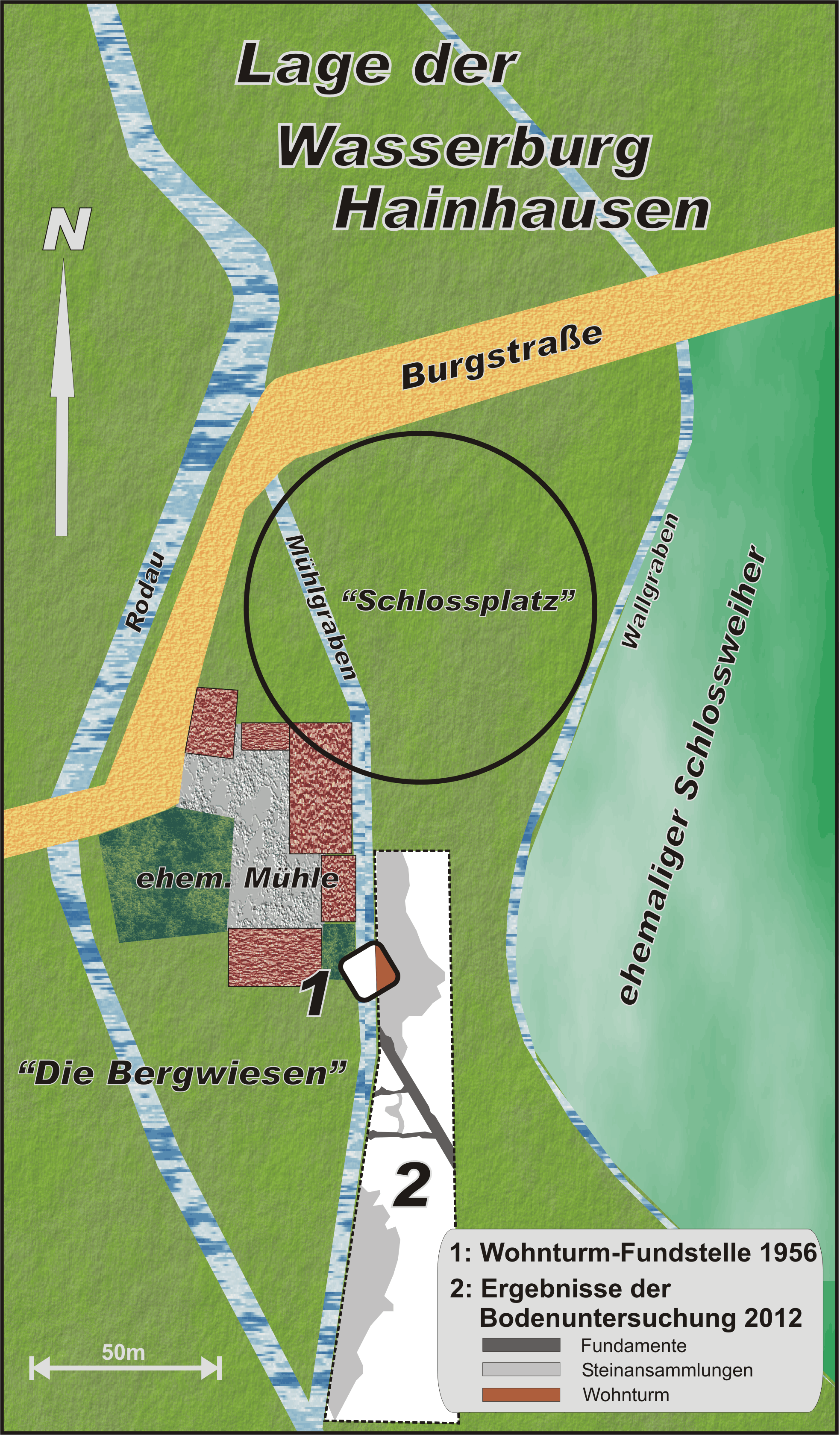
Lage der Wasserburg Hainhausen

Die Niederungsburg stand in den Feuchtwiesen an der heutigen Burgstraße im Rodgauer Stadtteil Hainhausen, von Rodau, Mühl- und Wallgraben umflossen. Sie war im frühen 12. Jahrhundert errichtet worden und diente als Wohnturm der Herren von Hausen (später Hagenhusen oder Haginhusen), wie sich die Eppsteiner bis zu ihrem Umzug nach Eppstein im Taunus nannten.
In unmittelbarer Nähe befand sich die einzige Wassermühle Hainhausens, die bis 1866 betrieben wurde. Es ist unklar, ob sie schon zur Zeit der Burg bestand. Eine Mühle in Hohenhusen, die in einem Lehensverzeichnis der Eppsteiner von 1189 genannt ist, lässt sich nicht zweifelsfrei dem Ort Hainhausen zuordnen. Sicher nachgewiesen ist die Hainhäuser Mühle erst 1551. Mühlen- und Nebengebäude wurden 1998 abgerissen.

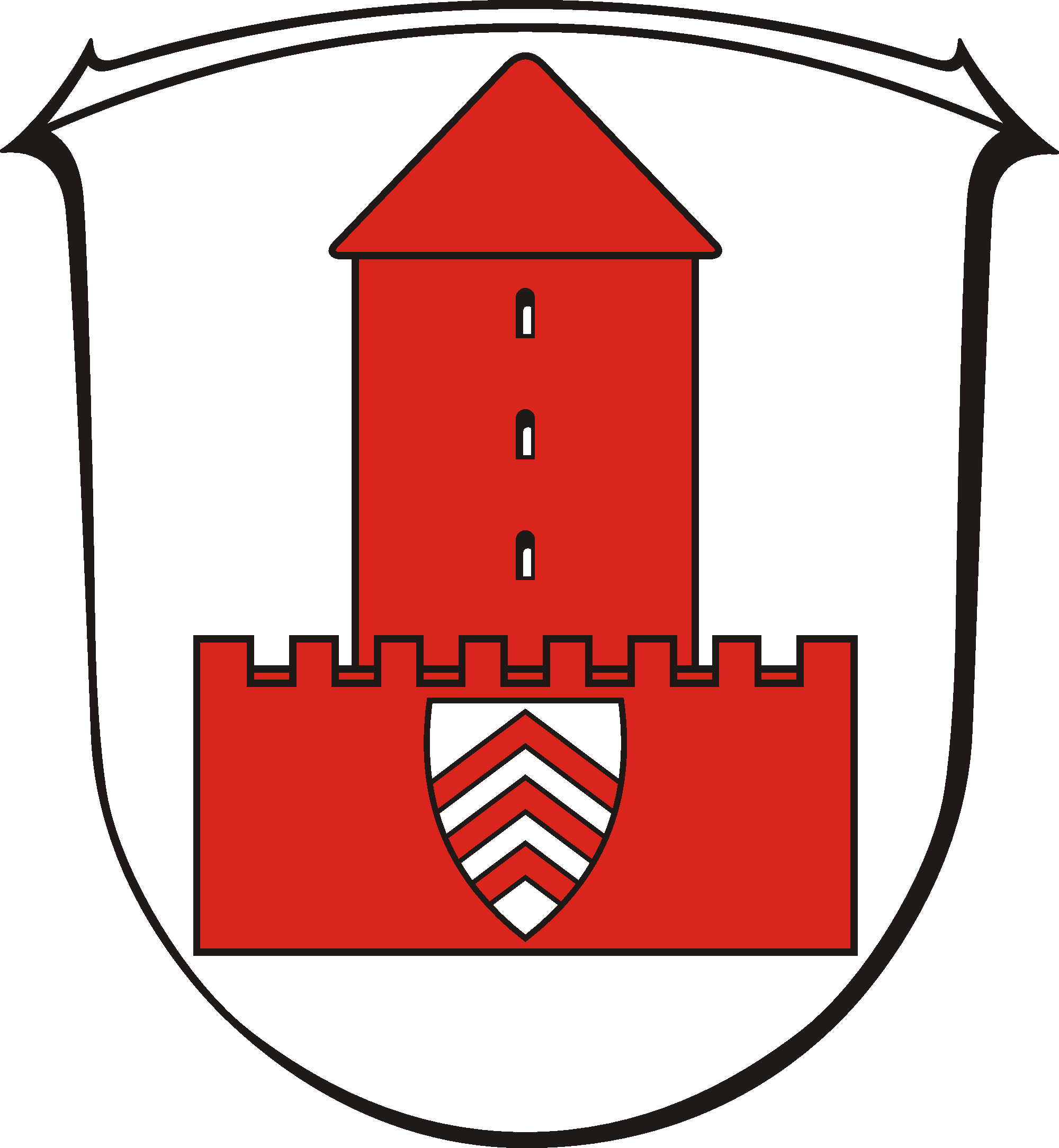
Ortswappen Hainhausen mit Wasserburg

Alte Flurnamen wie „Bergwiesen“ und überlieferte Bezeichnungen wie „Wallgraben“ und „Schlossplatz“ erinnern an die frühere Burg. Ein erster Hinweis auf den genauen Standort ergab sich am 14. September 1868 bei der Vertiefung des Mühlgrabens. Dabei wurde ein rundes Fundament mit einem Durchmesser von etwa 11 Metern und einer Mauerstärke von 2,25 Metern entdeckt.

## Forschung
Die 900-Jahr-Feier Hainhausens (2008) weckte den Wunsch, nach Überresten der Burg zu forschen. In den Jahren 2010 und 2011 ließ der Geschichts- und Kulturverein Hainhausen auf den Feuchtwiesen südöstlich des ehemaligen Mühlengeländes geophysikalische Prospektionen auf einer Fläche von rund 2.000 Quadratmetern durchführen. Die 2012 veröffentlichten Ergebnisse wiesen in geringer Tiefe massive Strukturen mit geraden Kanten und rechten Winkeln nach. Die 1968 veröffentlichte Annahme, es handle sich um einen runden Wehrturm aus der zweiten Hälfte des 12. Jahrhunderts und somit um eine Erweiterung einer bestehenden Burg, wurde durch die Bodenuntersuchung in Frage gestellt.
Ausgrabungen in dem prospektierten Areal unter Leitung der Unteren Denkmalschutzbehörde des Landkreises Offenbach begannen im August 2012 und wurden im Sommer 2013 und 2014 fortgeführt.

### Erste Grabung 2012
Bei der ersten Grabung wurde eine Fläche von 14 × 10 Metern östlich des ehemaligen Mühlgrabens freigelegt. Dabei zeigte sich eine zweischalige Mauer in Nordwest-Südost-Richtung mit einer scharfen Biegung nach Südwesten, offensichtlich ein Teil einer polygonalen Ringmauer. Die Außenschalen bestanden teilweise aus zugerichteten Basaltsteinen und Buckelquadern, der Zwischenraum war mit kleineren Steinen und Mörtel gefüllt. Die Mauer war zwischen 1,20 und 2 m dick. Mehrere Eichenpfosten wurden dendrochronologisch auf Mitte des 12. Jahrhunderts datiert, einer davon exakt auf das Jahr 1158. Der Innenhof war mit zerkleinertem Basalt befestigt.
Die geborgenen Fundstücke passten zu einem begüterten Haushalt. Dazu gehören eine Butzenscheibe eines Glasfensters, Bodenfliesen aus Ton und Schieferplatten des Dachs. Geweihreste in den Abfällen deuten auf adlige Bewohner hin, die das Jagdrecht besaßen. Zu den Funden der Gefäßkeramik zählen eine Schüssel aus grauer Glimmerware (erstmals im Kreis Offenbach) und zahlreiche Exemplare der rot bemalten Pingsdorfer Ware.

### Zweite Grabung 2013
Im Sommer 2013 war der Boden ungewöhnlich trocken, sodass die Grabung fortgesetzt und vertieft werden konnte. Der Grabungsschnitt war kleiner als im Jahr zuvor (7 × 3 Meter). Er ermöglichte, die Ringmauer weiter nach Süden zu verfolgen und die Innenfläche der Burg zu untersuchen.
Dabei wurde ein Schwellbalken freigelegt, der die Existenz eines Fachwerkgebäudes belegt. Durch das feuchte Milieu des Bodens war der Eichenbalken gut erhalten. Er wurde dendrochronologisch auf die Mitte des 12. Jahrhunderts datiert, ebenso wie die im Jahr zuvor gefundenen Holzpfosten. Im Gebäudeinneren befand sich ein Stampflehmboden. Außerhalb des Gebäudes war der Boden mit Knüppelholz befestigt und mit einer Basaltschotter bedeckt. Große Mengen an Becherkacheln belegen, dass die Burg über einen Kachelofen verfügte. Reste der Ofenkonstruktion wurden jedoch nicht gefunden.
Eine überraschende Erkenntnis ergab die archäobotanische Analyse einer Schicht aus verdichteten Pflanzenresten, die sich unterhalb des Burghofs befand: Die Burg wurde auf Torf gebaut. Bohrungen in der Nähe ergaben, dass die heutigen Feuchtwiesen bis an die Oberfläche vermoort sind. Die Torfschicht ist zwischen 80 und 110 Zentimeter mächtig. Sie ist offenbar aus einem Niedermoor entstanden, wie die Pollenanalyse ergab. Demnach gab es in der Rodau-Aue eine artenreiche Feuchtwiese mit Erlen- und Weidenbestand.
Ein auffälliges Fundstück der Grabung 2013 war ein schmales Eisenband mit versilberter Vorderseite, das mit Punzen verziert war. Nieten hielten die Einzelteile zusammen. Wozu dieses Eisenband diente, war zunächst unklar. Anhaftende Lederreste wurden noch untersucht.

### Dritte Grabung 2014
Die dritte Grabung folgte der Ringmauer bis zum ehemaligen Mühlgraben. Innerhalb von drei Jahren wurden knapp 33 Meter der Burgmauer freigelegt. Als Baumaterialien dienten Basalt aus der Gegend von Mühlheim und Steinheim, Rotliegendes (Dietzenbach, Dreieich, Langen) sowie Buntsandstein und Maingeröll.
Über das oder die Gebäude innerhalb der Burg ist erst wenig bekannt. Der im Vorjahr entdeckte Schwellbalken wurde 2014 vollständig freigelegt. Er ist 5,50 Meter lang. Damit ist eine Seitenlänge des Fachwerkhauses bekannt, das unmittelbar an der Burgmauer stand. Dieses Gebäude wurde aber spätestens beim Bau des Mühlgrabens zerstört.